# 瑞秋·拉克
瑞秋·拉克（英語：Rachel Lack，1994年8月15日—）是一名出生於澳大利亞新南威爾士州的壘球選手，司職工具人，目前效力於國家職業快速壘球聯盟澳大利亞胡椒。她曾隨隊參加2014年世界女子壘球錦標賽，結果獲得銅牌。